# Transporte em Nova Iorque
O sistema de transporte da cidade de Nova Iorque é uma rede de sistemas infra-estruturais complexos. A cidade de Nova Iorque, sendo a cidade mais populosa dos Estados Unidos, possui um sistema de transporte que inclui um dos maiores sistemas de metrô do mundo; o primeiro túnel veicular mecanicamente ventilado do mundo; e um teleférico. O sistema de aeroportos de Nova Iorque, que inclui o Aeroporto Internacional John F. Kennedy, o Aeroporto LaGuardia, o Aeroporto Internacional de Newark (localizada em Nova Jérsei), o Aeroporto Stewart e algumas pequenas instalações, é um dos maiores do mundo. A cidade de Nova Iorque também abriga um extenso sistema de ônibus em cada um dos cinco distritos e inúmeros táxis por toda a cidade.

## Contexto

### História

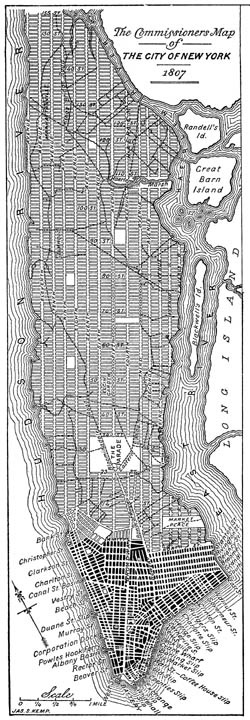
Plano de ruas de 1807

A história do sistema de transporte de Nova Iorque começou com o porto holandês de Nova Amsterdã. O porto mantivera várias estradas; algumas delas foram construídas em cima de antigas trilhas, outras como ligações de "transporte" para as cidades vizinhas, e uma outra foi pavimentada até 1658 a partir de ordens de Peter Stuyvesant, de acordo com Burrow, et al. O século XIX trouxe mudanças para o formato do sistema de transportes - uma rede de ruas em 1811, bem como uma ligação sem precedentes entre Manhattan e Brooklyn, até então separados, através da Ponte do Brooklyn.
A Segunda Revolução Industrial mudou fundamentalmente a cidade - a infraestrutura portuária cresceu a um ritmo tão rápido após a conclusão do Canal de Erie, em 1825, que Nova Iorque se tornou a conexão mais importante entre toda a Europa e o interior dos Estados Unidos. Trens elevados e transporte subterrâneo foram introduzidos entre 1867 e 1904. Em 1904, a primeira linha de metrô tornou-se operacional. Automóveis particulares práticos trouxeram uma mudança adicional para a cidade por volta de 1930. Com os automóveis ganhando importância, a ascensão posterior de Robert Moses foi essencial para a criação da moderna infra-estrutura viária de Nova Iorque. Moses foi o arquiteto de todos os 669 km da Parkway, muitas outras estradas importantes e sete grandes pontes.

### Transporte de massa e propriedade de carros
A cidade de Nova Iorque se distingue de outras cidades dos Estados Unidos por sua baixa propriedade pessoal de automóveis e seu uso significativo de transporte público. A cidade de Nova Iorque tem a maior taxa de uso de transporte público entre todas as cidades americanas, com 54,2% dos trabalhadores fazendo esse uso em 2006. Cerca de um em cada três usuários de transporte coletivo nos Estados Unidos e dois terços dos ferroviários do país moram em Nova Iorque ou em seus subúrbios. Nova Iorque é a única cidade nos Estados Unidos onde mais da metade de todas as famílias não possuem um carro (a não propriedade em Manhattan é ainda maior, em torno de 75%; nacionalmente, a taxa é de 8%). A cidade de Nova Iorque também tem o maior tempo médio de viagem para os passageiros (39 minutos) entre as principais cidades dos EUA.

### Questões ambientais e sociais
A taxa excepcionalmente alta de uso de transporte público da cidade de Nova Iorque a torna uma das cidades mais eficientes em termos de energia nos Estados Unidos. O consumo de gasolina na cidade hoje é a taxa da média nacional nos anos 1920. A alta taxa de utilização de transporte público em Nova Iorque economizou 1,8 bilhões de galões (6.800.000 m3) de óleo em 2006 e US$ 4,6 bilhões em custos da gasolina. Nova Iorque economiza metade de todo o petróleo economizado pelo trânsito em todo o país.

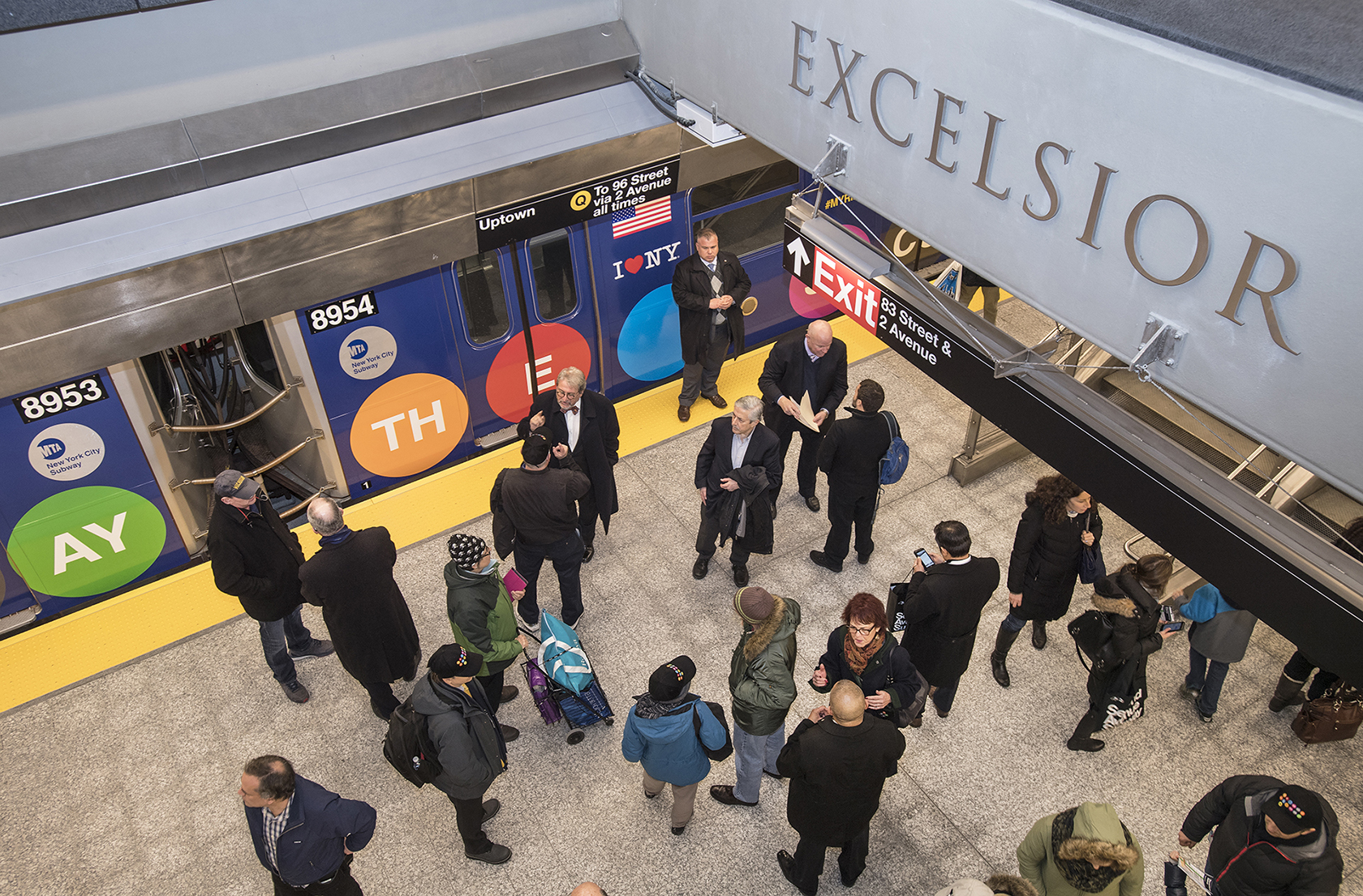
Movimentação de pessoas em estação do metrô

A redução no consumo de petróleo significou que 11,8 milhões de toneladas métricas de dióxido de carbono foram mantidas fora do ar. A área metropolitana de Nova Iorque foi classificada pela Brookings Institution como a área metropolitana dos EUA com a menor taxa per capita de carbono relacionada ao transporte e a quarta menor taxa per capita de carbono em 2005 entre as 100 maiores áreas metropolitanas dos Estados Unidos, superado apenas por Honolulu, Los Angeles e Portland.
O sistema de transporte da cidade e a densidade populacional que ele possibilita também têm outros efeitos. Cientistas da Universidade de Columbia examinaram dados de 13.102 adultos nos cinco bairros da cidade e identificaram correlações entre o ambiente construído de Nova Iorque e a saúde pública. Os nova-iorquinos que residem em áreas densamente povoadas e favoráveis a pedestres têm níveis de índice de massa corporal (IMC) significativamente menores em comparação com outros nova-iorquinos. Três características do ambiente da cidade - vivendo em áreas com usos residenciais e comerciais mistos, vivendo perto de paradas de ônibus e metrô e vivendo em áreas densas em população - foram encontradas inversamente associadas aos níveis de IMC.

### Divisão de uso e tempo
De todas as pessoas que viajam para Nova Iorque, 41% usam o metrô, 24% dirigem sozinhos, 12% pegam o ônibus, 2% viajam de trem, 5% de carona, 1% usam táxi, 0,6% andam de bicicleta até o trabalho e 0,2% viajam de balsa. 54% dos lares da cidade de Nova Iorque não possuem carro e dependem de transporte público.

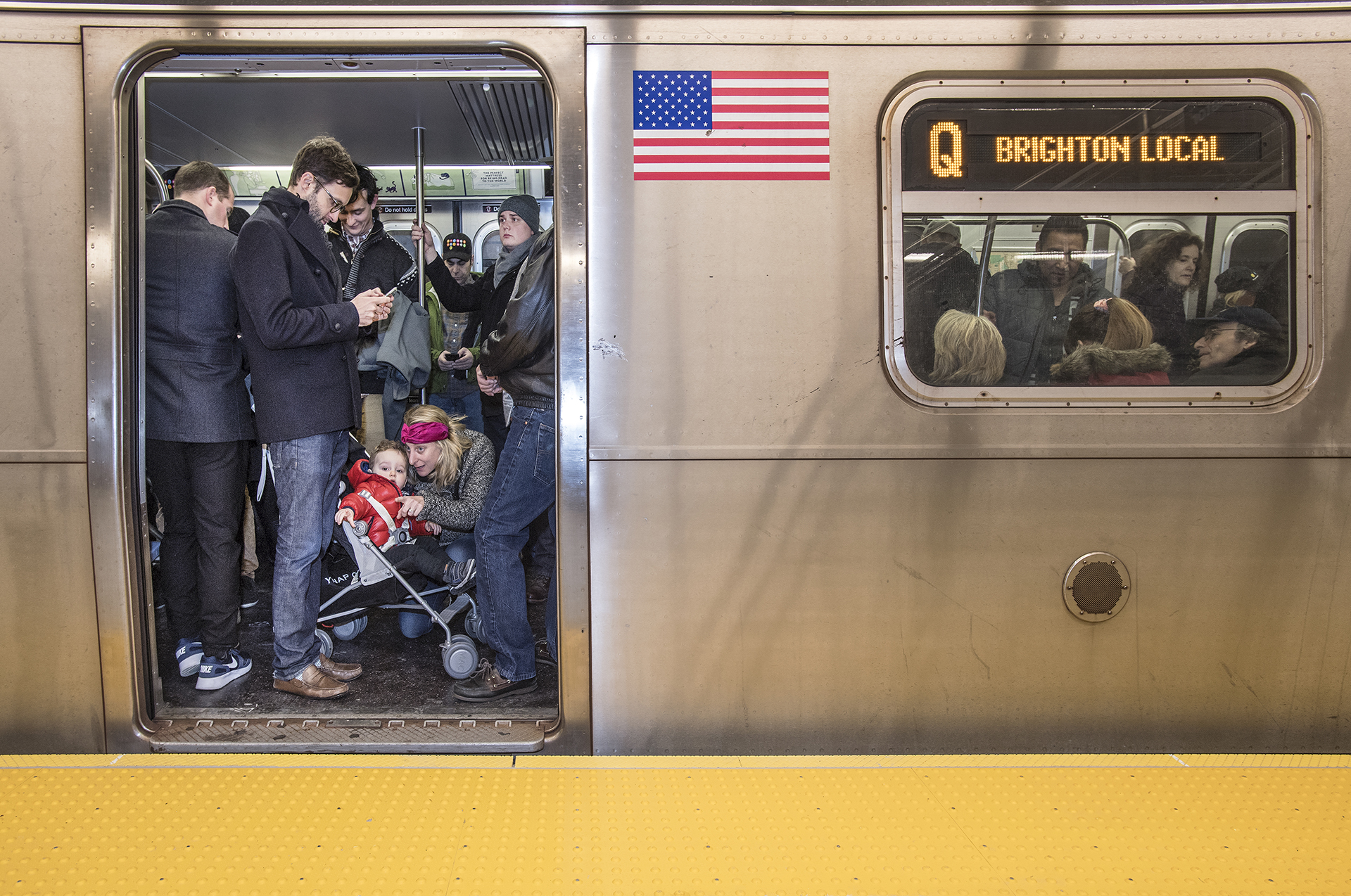
Passageiros em vagão do metrô

Enquanto a chamada cultura automobilística domina a maioria das cidades americanas, o transporte de massa tem uma influência decisiva na vida de Nova Iorque. O metrô é um local popular para os políticos encontrarem eleitores durante as eleições e também é um importante local para os músicos. A cada semana, mais de 100 músicos e conjuntos - variando entre clássico, blues, africano, sul-americano e jazz - fazem mais de 150 apresentações sancionadas pelo New York City Transit, sob o programa Music Under New York, em algumas dezenas locais em todo o sistema de metrô.
3,7 milhões de pessoas estavam empregadas na cidade de Nova Iorque; Manhattan é o principal centro de emprego com 56% de todos os empregos. Dos que trabalham em Manhattan, 30% viajam de dentro de Manhattan, enquanto 17% vêm do Queens, 16% do Brooklyn, 8% do Bronx e 2,5% de Staten Island. Outra viagem de 4,5% para Manhattan do condado de Nassau e 2% do condado de Suffolk em Long Island, enquanto 4% viajam do condado de Westchester. 5% de deslocamento dos condados de Bergen e Hudson, em Nova Jérsei. Alguns viajantes vêm do condado de Fairfield, em Connecticut. Alguns nova-iorquinos foram morar nos subúrbios: 3% foram para Nassau County, 1,5% para Westchester County, 0,7% para Hudson County, 0,6% para Bergen County, 0,5% para Suffolk County e menores porcentagens para outros lugares na região metropolitana.
Em média, os nova-iorquinos gastam 1 hora e 27 minutos por dia útil com transporte público. Destes, 31% viajam por mais de 2 horas todos os dias. A quantidade média de tempo que as pessoas esperam em uma parada ou estação para o transporte público é de 15 minutos, mas 23% dos passageiros esperam por uma média de mais de 20 minutos. A distância média que as pessoas normalmente andam em uma única viagem com o transporte público é de 9,5 quilômetros.

### Utilização do serviço

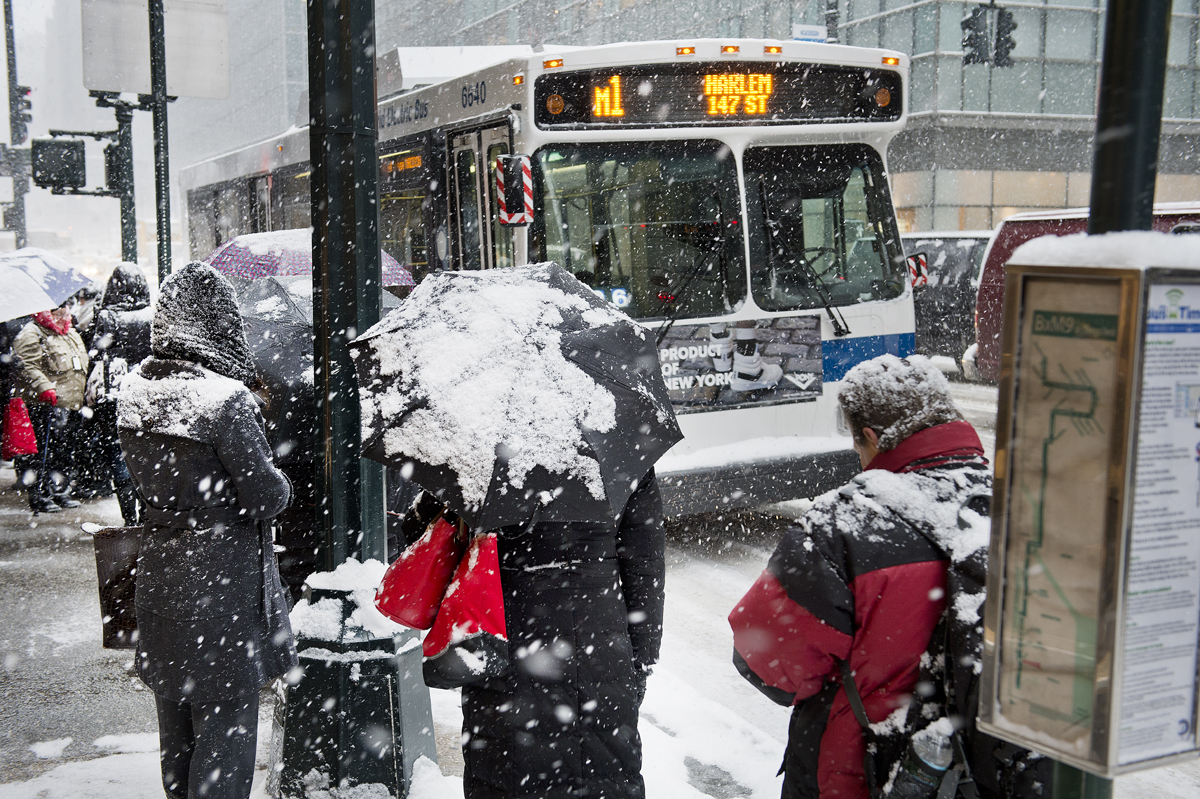
Passageiros aguardam ônibus na Madison Avenue

A Metropolitan Transportation Authority (MTA) opera a maior parte dos sistemas de trânsito da cidade de Nova Iorque. Usando dados do censo, o MTA relatou em agosto de 2006 que o número de passageiros nos ônibus, metrô e trens nos últimos anos cresceu mais rápido do que o crescimento populacional, indicando que mais nova-iorquinos estão optando pelo transporte de massa, apesar do mau serviço em algumas áreas. O MTA atribuiu os ganhos de número de passageiros à introdução do MetroCard em 1993.
De 1995 a 2005, disse a autoridade, o número de passageiros em ônibus urbanos e metrôs cresceu 36%, comparado com um ganho populacional na cidade de 7%. Nos subúrbios, disse, um aumento de 14% no número de passageiros no Metrô-Norte e na Estrada de Ferro de Long Island superou um ganho de população suburbano de 6%. Com aumentos dramáticos nos preços dos combustíveis em 2008, bem como o aumento do turismo e crescimento residencial, o número de passageiros em ônibus e metrô cresceu 3,1% até cerca de 2,37 bilhões de viagens por ano em comparação com 2007. Este é o maior número de passageiros desde 1965.
Em 2013, o número de passageiros no metrô de Nova Iorque foi de 1,7 bilhão, o maior número de passageiros desde 1946, apesar do fechamento do metrô relacionado ao furacão Sandy. A utilização do serviço em ônibus da cidade foi de 803 milhões.

### Cultura do trânsito

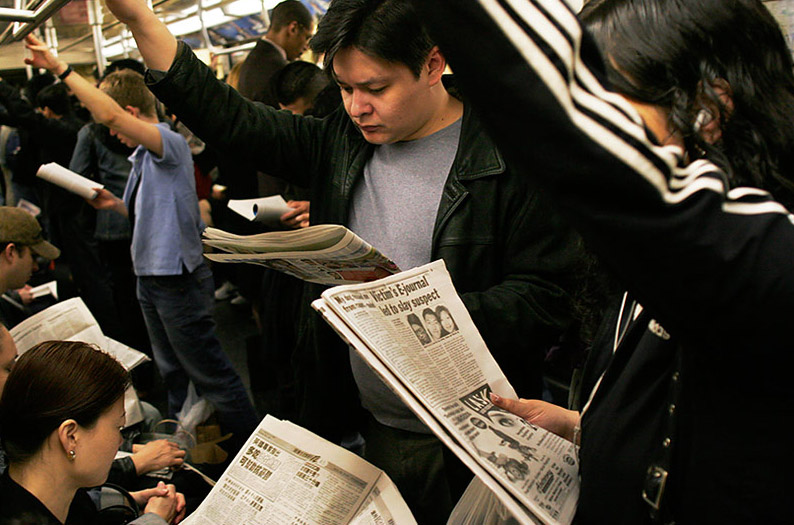
Passageiros leem jornal durante viagem

Mais de 5 milhões de pessoas circulam pela rede de trânsito todos os dias da semana, e o sistema é um importante local de comércio, entretenimento e ativismo político. Grande parte da cidade, excluindo Staten Island, depende do metrô, que está aberto 24 horas por dia, como sua principal fonte de transporte. A campanha nas estações de metrô é um marco nas eleições de Nova Iorque, semelhante às aparições de candidatos em lanchonetes durante as campanhas presidenciais no resto do país. Além de músicos, há muitos mais que são artistas de rua não autorizados, que vão desde profissionais que fazem um show de improviso a mendigos buscando doações por meio de performance.
Um dos resultados do extenso uso do transporte coletivo pela cidade é uma robusta indústria de jornais locais. Os leitores de muitos jornais de Nova Iorque consistem, em grande parte, em corredores de trânsito que lêem durante seus deslocamentos. A greve de trânsito de três dias em dezembro de 2005 reduziu brevemente os números de circulação, ressaltando a relação entre a cultura de deslocamento da cidade e os leitores de jornais. O metrô de Nova Iorque também tem sido palco de concursos de beleza e teatro de guerrilha. O Concurso Miss Subways da MTA foi realizado de 1941 a 1976 e novamente em 2004 (sob o nome revisado de "Ms. Subways").

## Sistemas de trânsito

### Trilho
O modo dominante de transporte na cidade de Nova Iorque é ferroviário. Apenas 6% das viagens de compras no Distrito Central de Negócios de Manhattan envolvem o uso de um carro. A rede de transporte público da cidade é a mais extensa e uma das mais antigas da América do Norte. A responsabilidade pelo gerenciamento dos vários componentes do sistema recai sobre vários órgãos governamentais. A maior e mais importante é a Metropolitan Transportation Authority (MTA), uma corporação de utilidade pública no estado de Nova Iorque, que administra todos os metrôs e ônibus da cidade e duas de suas três redes ferroviárias. O número de passageiros na cidade aumentou em 36%, indo para 2,2 bilhões de passageiros anuais de 1995 a 2005, ultrapassando por larga margem o crescimento populacional. O número médio de passageiros no metrô de segunda a sexta-feira foi de 5,076 milhões em setembro de 2006, enquanto o número combinado de usuários de metrô e de ônibus em média nos dias úteis daquele mês foi de 7,61 milhões.

#### Sistema de trânsito rápido

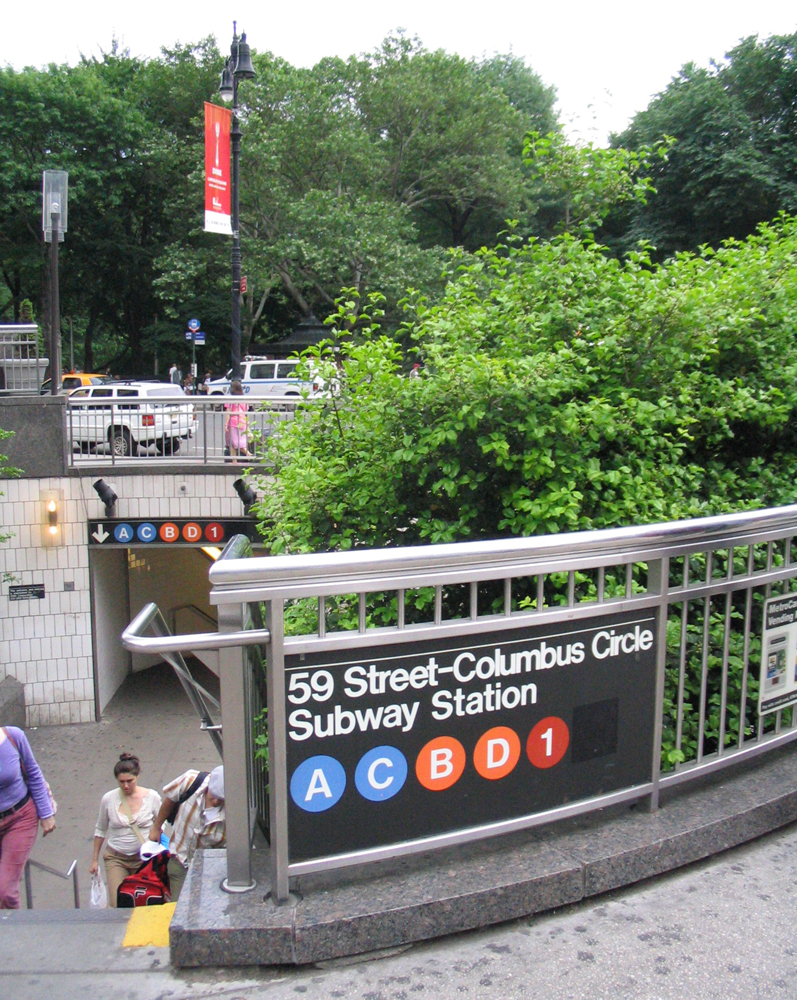
Entrada da estação 59th Street-Columbus Circle

##### MTA
O metrô de Nova Iorque é o maior sistema de metrô do mundo quando medido pelo número de estações (472), e o sétimo maior quando medido por número de passageiros anuais (1,76 bilhões de viagens de passageiros em 2015). É o segundo sistema de metrô mais antigo dos Estados Unidos após o sistema de trânsito rápido em Boston. Em 2002, uma média de 4,8 milhões de passageiros usavam o metrô todos os dias da semana. Durante um dia em setembro de 2005, 7,5 milhões de passageiros diários estabeleceram um recorde de passageiros. Em 2013, o metrô entregou mais de 1,71 bilhão de passeios, com média de aproximadamente 5,5 milhões de passeios nos dias de semana, cerca de 3,2 milhões de passeios aos sábados e cerca de 2,6 milhões de passeios aos domingos. O número de passageiros tem aumentado consistentemente ao longo dos últimos anos, especialmente por causa do aumento dos preços do gás e da eficiência energética do metrô. A vida na cidade de Nova Iorque é tão dependente do metrô que a cidade abriga três dos cinco sistemas de metrô de 24 horas nos EUA. Os 25 serviços de metrô da cidade passam por todos os bairros, exceto Staten Island, que é servida 24 horas por dia pela Staten Island Railway.
Os passageiros do metrô pagam com o MetroCard, que também é válido em todos os outros sistemas de transporte rápido e ônibus da cidade, bem como o bonde da Roosevelt Island. O MetroCard substituiu completamente os tokens, que eram usados no passado, para pagar as tarifas. As tarifas são carregadas eletronicamente no cartão.

##### PATH
A Autoridade Portuária Trans-Hudson (PATH) é um sistema de trânsito rápido que liga Manhattan a Jersey City, Hoboken, Harrison e Newark, em Nova Jérsei. Principal ligação de trânsito entre Manhattan e Nova Jérsei, a PATH transporta 240.000 passageiros todos os dias da semana em quatro linhas.
Embora algumas estações da PATH sejam adjacentes às estações de metrô de Nova Iorque e Newark, bem como às estações de metrô de superfície Hudson-Bergen, no condado de Hudson, não há transporte gratuito. O sistema PATH abrange 13,8 milhas (22,2 km) de quilometragem de rota, não incluindo a sobreposição de faixas. Como o metrô de Nova Iorque, o PATH opera 24 horas por dia. Inaugurado em 1908 como o Hudson and Manhattan Railroad, uma empresa privada, a PATH desde 1962 tem sido operada pela Autoridade Portuária de Nova Iorque e Nova Jérsei.

#### Serviços de aeroporto
Os aeroportos John F. Kennedy e Newark Liberty são servidos por sistemas ferroviários intermodais. O AirTrain JFK é um sistema de trânsito rápido de 13 km que conecta o aeroporto às redes de metrô e trens metropolitanos de Nova Iorque, em Queens, 24 horas por dia. Também oferece trânsito livre entre os terminais do aeroporto. Para viagens além do aeroporto, o trem tem um custo ao usuário. Aproximadamente 4 milhões de pessoas viajaram no AirTrain de e para o aeroporto Kennedy em 2006, um aumento de cerca de 15% em relação a 2005. O AirTrain Newark é um sistema de monotrilho de 3 km conectando os três terminais de Newark a trens interurbanos e rodoviários em operação.

#### Trem suburbano
O sistema de trens urbanos da cidade de Nova Iorque é o mais extenso dos Estados Unidos, com cerca de 250 estações e 20 linhas ferroviárias que atendem a mais de 150 milhões de passageiros anualmente na região tri-estadual. O serviço ferroviário suburbano dos subúrbios é operado por duas agências, sendo que a MTA opera a Long Island Rail Road em Long Island e a Metro-North Railroad no Vale do Hudson e em Connecticut. A New Jersey Transit opera a rede ferroviária a oeste do rio Hudson. Esses sistemas ferroviários convergem nas duas estações de trem mais movimentadas dos Estados Unidos, a Penn Station e a Grand Central Terminal, ambas em Manhattan.
Além disso, há conexões disponíveis para os sistemas de trens urbanos nas proximidades: a Shore Line East do sudeste de Connecticut, em New Haven, e a SEPTA do sudeste da Pensilvânia, em Trenton, Nova Jérsei.

#### Trem interurbano
Embora o transporte ferroviário de mercadorias em Nova Iorque e Long Island tenha atrofiado (a maior parte das atividades de carga ocorre no norte de Nova Jérsei), a cidade tem um serviço ferroviário de passageiros mais frequente (intermunicipal e suburbano) do que em qualquer outro país. O serviço interurbano é fornecido pela Amtrak. Cinquenta e quatro trens circulam todos os dias na rota mais movimentada - o Corredor Nordeste, de Nova Iorque a Filadélfia. Para viagens de menos de 800 km para outras cidades do Nordeste, a Amtrak é muitas vezes mais barata e mais rápida do que as viagens aéreas. A Amtrak responde por 47% de todas as viagens interurbanas não-automobilísticas entre Nova Iorque e Washington, DC, e cerca de 14% de todas as viagens intermunicipais (incluindo as de carro) entre essas cidades. Trens de alta velocidade da Acela Express saem de Nova Iorque para Boston e Washington, DC , via Corredor Nordeste, usando tecnologia de inclinação e locomotivas elétricas rápidas. A Penn Station de Nova Iorque é a mais movimentada estação da Amtrak nos Estados Unidos por embarques anuais. Em 2004, viu 4,4 milhões de embarques de passageiros, mais do que o dobro da estação mais movimentada, Union Station, em Washington, DC.
Os trens noturnos ligam Nova Iorque a Chicago (onde inúmeras conexões estão disponíveis para os serviços da costa oeste), Atlanta, Nova Orleans e Miami . Há dois trens diários para Miami, um trem diário para Charlotte e um trem diário para Savannah. Chicago está conectada com a cidade de Nova Iorque por dois trens: um circula diariamente por Upstate New York e Cleveland, enquanto outro percorre três vezes por semana em uma rota mais longa via Cincinnati. Os principais destinos com serviço frequente incluem Albany, Baltimore, Boston , Harrisburg, Filadélfia, Providence e Washington, DC. Há também trens diários internacionais para Toronto e Montreal, no Canadá, via Empire Corridor para Albany e pontos para o oeste.

### Ônibus
Em 2014, mais de 5.710 ônibus operados pelo MTA Regional Bus Operations transportavam cerca de 2,5 milhões de passageiros diários 24 horas por dia em mais de 238 rotas locais, 62 rotas expressas e 7 rotas de ônibus selecionadas, totalizando 793 milhões de viagens anuais de ônibus. Os ônibus de propriedade da MTA são responsáveis por 80% do trânsito de massa da superfície da cidade. A cidade de Nova Iorque tem a maior frota de ônibus de gás natural híbrido a diesel e ar comprimido limpo nos Estados Unidos. Rotas de ônibus locais são rotuladas com um número e um prefixo identificando o bairro primário (B para Brooklyn, Bx para o Bronx, M para Manhattan, Q para Queens e S para Staten Island). Rotas de ônibus expresso operadas sob o MTA New York City Bus usam a letra X em vez de um rótulo do distrito. As rotas de ônibus expresso operadas sob o MTA Bus (anteriormente controlado pelo Departamento de Transportes de Nova Iorque) usam um sistema de dois distritos com um M no final (ou seja, BM , BxM , SIM ou QM). Além disso, o MTA oferece um horário preciso de chegada do ônibus usando o código QR localizado em cada parada. Algumas paradas também têm painéis digitais indicando os horários de chegada.
Empresas privadas de ônibus Hampton Jitney e Hampton Luxury Liner operam diariamente, durante todo o ano, de pontos no lado leste de Manhattan para o extremo leste de Long Island, incluindo Hamptons, Montauk e North Fork. Hampton Jitney também opera serviço limitado de e para Lower Manhattan e Brooklyn. O New York Waterway opera conexões de ônibus de ida e volta para o West Midtown Ferry Terminal e East 34th Street Ferry Landing. Várias linhas de ônibus de Chinatown, que começaram a operar em 1997, oferecem serviços intermunicipais, principalmente para Chinatown e Midtown Manhattan. Dois serviços de ônibus intermunicipais com desconto, BoltBus e Megabus, fornecem serviços de ônibus entre Nova Iorque e várias outras cidades dos EUA desde 2008. Além disso, Tripper Bus e Vamoose Bus fornecem serviço de ônibus entre Nova Iorque e os subúrbios de Washington, DC , em Arlington, Virgínia, e Bethesda, Maryland. A BestBus oferece serviço diário de uma parada na West 34th Street perto da Nona avenida para Washington, DC, Silver Spring, Maryland e Manassas, Vienna e Springfield na Virgínia e serviço de fim de semana de verão para Rehoboth Beach e Dewey Beach em Delaware.

## Pricipais estações e terminais
Existem várias estações terminais de trânsito importantes na área metropolitana de Nova Iorque. Elas incluem estações de trem, terminais de ônibus e desembarques de balsas.
| Manhattan                                                                   | Manhattan                                                                   | Queens                      | Brooklyn             | Hoboken, NJ         |
| --------------------------------------------------------------------------- | --------------------------------------------------------------------------- | --------------------------- | -------------------- | ------------------- |
| Pennsylvania Station                                                        | Grand Central Terminal                                                      | Jamaica station             | Atlantic Terminal    | Hoboken Terminal    |
| Inauguração: 1910                                                           | Inauguração: 1871                                                           | Inauguração: 1836           | Inauguração: 1877    | Inauguração: 1907   |
|                                                                             |                                                                             |                             |                      |                     |
| Hoboken G. Central Jamaica St. Atlantic Penn St. PABT G. W. St. S. I. Ferry | Hoboken G. Central Jamaica St. Atlantic Penn St. PABT G. W. St. S. I. Ferry | Manhattan                   | Manhattan            | Manhattan           |
| Hoboken G. Central Jamaica St. Atlantic Penn St. PABT G. W. St. S. I. Ferry | Hoboken G. Central Jamaica St. Atlantic Penn St. PABT G. W. St. S. I. Ferry | Port Authority Bus Terminal | G. W. Bridge Bus St. | Staten Island Ferry |
| Hoboken G. Central Jamaica St. Atlantic Penn St. PABT G. W. St. S. I. Ferry | Hoboken G. Central Jamaica St. Atlantic Penn St. PABT G. W. St. S. I. Ferry | Inauguração: 1950           | Inauguração: 1963    | Inauguração: 1817   |
| Hoboken G. Central Jamaica St. Atlantic Penn St. PABT G. W. St. S. I. Ferry | Hoboken G. Central Jamaica St. Atlantic Penn St. PABT G. W. St. S. I. Ferry |                             |                      |                     |

## Ferries
O ferry mais movimentado dos Estados Unidos é o Staten Island Ferry, que transporta anualmente mais de 19 milhões de passageiros nos 8,4 km entre St. George Ferry Terminal e South Ferry. O serviço é oferecido 24 horas por dia, 365 dias por ano e leva aproximadamente 25 minutos em cada sentido. Cada dia oito barcos transportam quase 65.000 passageiros durante 104 viagens de barco. Mais de 33.000 viagens são feitas anualmente. Os veículos não são permitidos na balsa desde os ataques terroristas de 11 de setembro de 2001, embora as bicicletas sejam permitidas no nível inferior sem custo. O passeio de balsa é um dos favoritos dos turistas, pois oferece excelentes vistas do horizonte de Lower Manhattan e da Estátua da Liberdade.
Desde a década de 1980, o serviço de balsas no rio Hudson e no East River foi restaurado e expandido significativamente, fornecendo serviços regulares para pontos em Manhattan, a maioria abaixo da 42nd Street. O Pier 11, em Wall Street, o East 34th Street Ferry Landing, o 'West Midtown Ferry Terminal e o Battery Park City Ferry Terminal são os principais pontos de embarque. Os terminais são operados em parceria público-privada com transportadoras privadas.
Em fevereiro de 2015, o prefeito Bill de Blasio anunciou que o governo da cidade começaria a NYC Ferry para estender o transporte de balsas às comunidades tradicionalmente carentes da cidade. As primeiras rotas da NYC Ferry foram abertas em 2017. Todas as rotas do sistema têm terminais em Manhattan, com rotas que chegam ao Brooklyn e Queens, bem como uma futura rota do Bronx. Sob o logotipo NY Waterway, as rotas são executadas para o Terminal de Hoboken, Porto Imperial de Weehawken, Edgewater Landing e o Terminal de Ferry Paulus Hook, bem como outras balsas ao longo da margem oeste do Hudson em Nova Jérsei. Seu transporte no East River entre Wall Street e East 34th Street se chama four slips no Brooklyn e no Queens. Também opera rotas para o Raritan Bayshore.

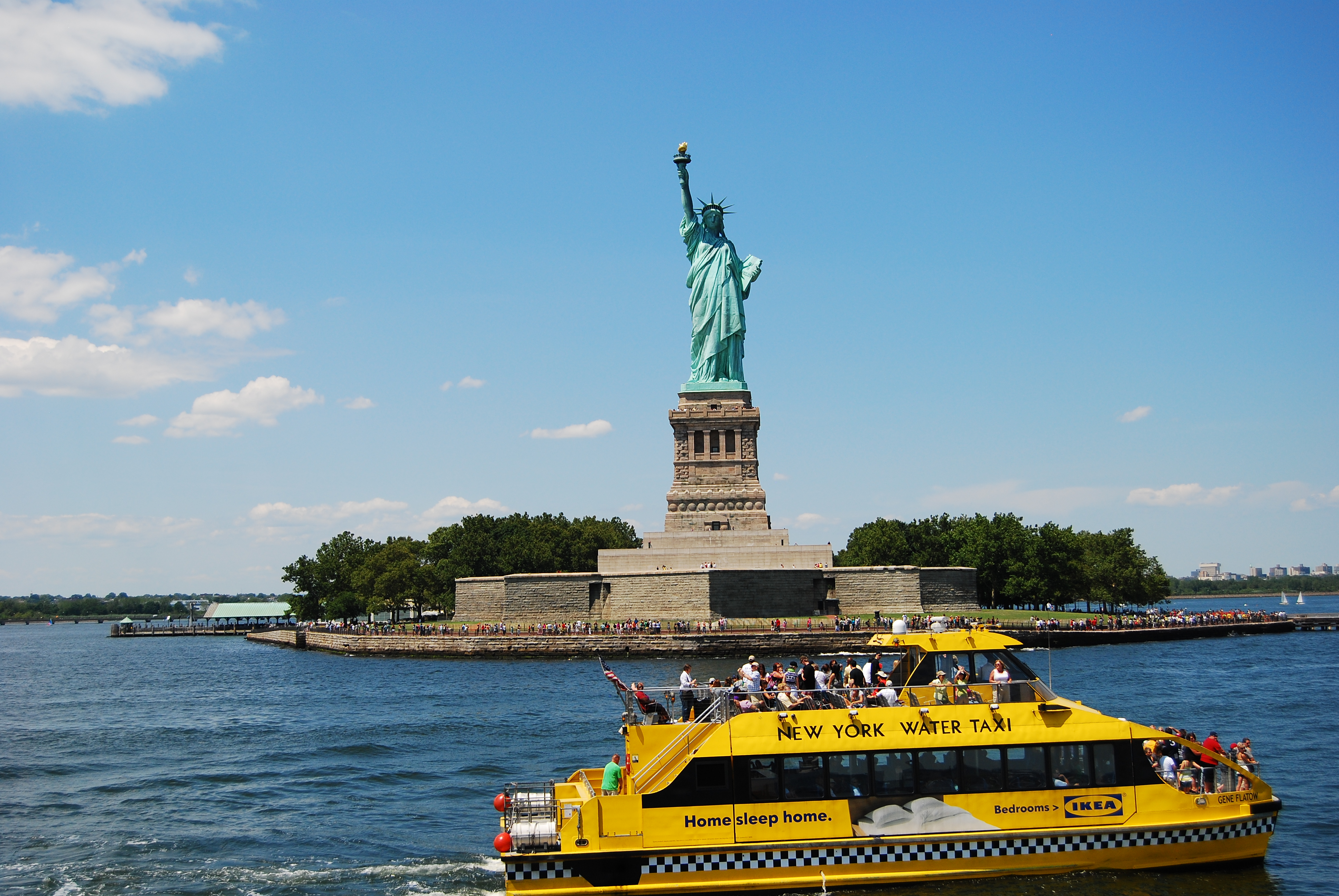
O New York Water Taxi em frente a Estátua da Liberdade

O SeaStreak segue para o Raritan Bayshore, complementando o serviço não afiliado do NY Waterway. No entanto, de 2012 a 2014, também foi realizado o serviço de manhã e tarde/noite entre East 34th Street e Pier 11 em Manhattan e Rockaway Park, no Queens, com parada no Brooklyn Army Terminal. O serviço começou no final de 2012 na sequência de danos massivos na infraestrutura do metrô e interrupções de serviço em Queens e Brooklyn causados pelo furacão Sandy, e foi originalmente planejado apenas como uma alternativa de transporte temporário até que o serviço de metrô fosse restaurado, mas se tornou popular e foi estendido várias vezes depois disso. No entanto, foi finalmente descontinuado em outubro de 2014, apesar dos esforços vigorosos dos defensores do transporte local, líderes cívicos e autoridades eleitas para convencer o governo da cidade a continuar financiando o serviço subsidiado.
O New York Water Taxi faz uma travessia do East River para Red Hook, no Brooklyn. O Liberty Water Taxi viaja entre o Terminal de Balsas BPC e o Liberty State Park, em Jersey City, parando em Paulus Hook. As empresas também organizam excursões sazonais, especialmente nas praias do Yankee Stadium e do Gateway National Recreation Area. Além disso, há serviço de balsa durante todo o ano para Ellis Island e Liberty Island e serviço sazonal para a Ilha do Governador. A Circle Line Downtown e a Circle Line Sightseeing operam rotas turísticas na Upper New York Bay ou circunavegam Manhattan.

## Estradas e vias expressas
Apesar da confiança de Nova Iorque no transporte público, as estradas são uma característica definidora da cidade. O plano de grade de ruas de Manhattan influenciou muito o desenvolvimento físico da cidade. Várias ruas e avenidas da cidade, como a Broadway, a Wall Street e a Madison Avenue, também são usadas como abreviatura ou metonímia no vernáculo americano para as indústrias nacionais localizadas lá: teatro, finanças e publicidade, respectivamente.
Em Manhattan, existem doze avenidas numeradas que correm paralelas ao rio Hudson e 220 ruas numeradas que correm perpendicularmente ao rio. Um sistema avançado de monitoramento de tráfego rodoviário com indexação convergente foi instalado na cidade de Nova Iorque para testes em maio de 2008. Para manter estradas, túneis e pontes seguras para pedestres e motoristas, a cidade de Nova Iorque fez uso eficiente de temporizadores para regular a iluminação do tráfego e ajudar a economizar energia.

### Pontes e túneis
Com suas torres de pedra arqueadas e cabos de suspensão diagonais, a Ponte do Brooklyn é uma das estruturas arquitetônicas mais reconhecidas da cidade, representada por artistas como Hart Crane e Georgia O'Keeffe. A extensão principal da Ponte do Brooklyn é de 486,61 m, e foi a mais longa do mundo quando foi concluída. A ponte Williamsburg e a ponte de Manhattan são as duas outras no trio de cruzamentos do rio East arquitetonicamente notáveis. A Ponte do Queensboro, que liga Manhattan e Queens, é também uma importante peça de design. O borough de Staten Island está conectado ao Brooklyn através da Ponte Verrazano-Narrows. Do outro lado a ponte George Washington, que atravessa o rio Hudson entre Nova Iorque e Fort Lee, Nova Jérsei, é a ponte mais movimentada do mundo em termos de tráfego de veículos.
Nova Iorque tem sido historicamente pioneira na construção de túneis. A maioria carrega linhas ferroviárias, mas há quatro exceções. O Lincoln Tunnel, que transporta 120.000 veículos por dia sob o rio Hudson, entre Nova Jérsei e Manhattan, é o túnel veicular mais movimentado do mundo. O Holland Tunnel, também sob o rio Hudson, foi o primeiro túnel veicular mecanicamente ventilado do mundo e é considerado um marco nacional de engenharia civil pela Sociedade Americana de Engenheiros Civis. Dois outros túneis notáveis conectam Manhattan a outros lugares; um é o Queens Midtown Tunnel e o outro é o Hugh L. Carey Tunnel. Com 2.779 m, o Túnel Hugh L. Carey (anteriormente chamado Brooklyn-Battery Tunnel) é o maior túnel subaquático da América do Norte.

### Vias expressas
Uma alternativa menos favorável aos deslocamentos por trem e barco é a rede de vias expressas da região de Nova Iorque, projetada por Robert Moses. A extensa rede de vias expressas da cidade inclui quatro rodovias interestaduais principais: a Interstate 78, a Interstate 80, a Interstate 87 e a Interstate 95. A Interstate 78 e a Interstate 87, que têm, respectivamente, seus terminais leste e sul na cidade, bem como a Interstate 95, entram nos limites da cidade, enquanto a Interstate 80, no leste, está em Teaneck, Nova Jérsei.
A I-278 e a I-287 servem cada uma como um cinturão parcial em volta da cidade; a Interstate 278 em Staten Island, Brooklyn, Queens e Bronx e Interstate 287 em Westchester County, Rockland County e Northern New Jersey. I-495 começa no Queens Midtown Tunnel como a Queens-Midtown Expressway, torna-se a Horace Harding Expressway entre Queens Blvd e os limites do Condado de Nassau e finalmente se torna a Long Island Expressway nos subúrbios de Long Island. O apelido 'LIE' é comumente usado por habitantes da cidade para descrever toda a extensão da rodovia.
As parkways de acesso limitado de Nova Iorque, outro projeto da Moses, são frequentemente congestionadas também, apesar de terem sido projetadas desde o início para passar apenas carros, excluindo caminhões comerciais ou ônibus. A FDR Drive (originalmente conhecida como East River Drive) e a Harlem River Drive são duas dessas rotas que correm ao longo da margem leste de Manhattan. O Henry Hudson Parkway, o Bronx River Parkway e o Hutchinson River Parkway ligam o Bronx ao vizinho Condado de Westchester e suas parkways; a Grand Central Parkway e a Belt Parkway fornecem funções semelhantes para o sistema de parkway de Long Island.

### Automóveis particulares

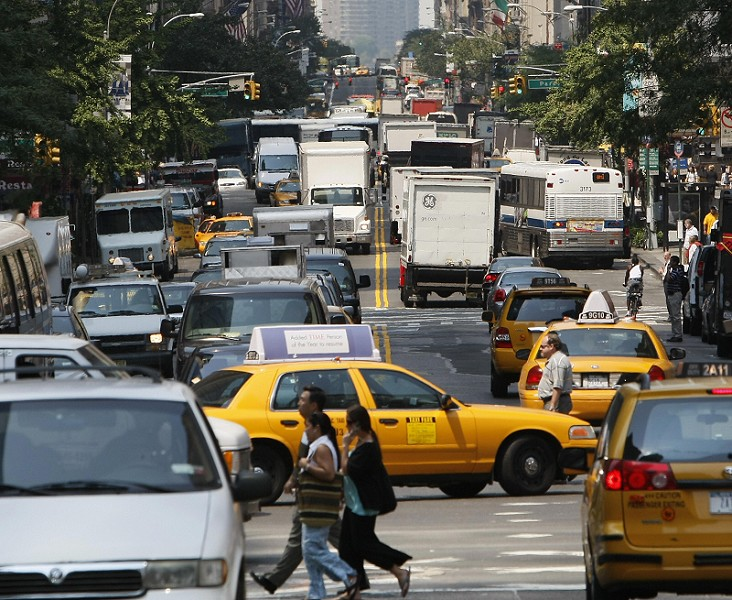
Congestionamento na hora do rush

Os semáforos da cidade são controlados por um centro do Departamento de Transportes em Long Island City, com ajustes frequentes para aliviar o congestionamento crônico da cidade.
Cerca de 48% dos nova-iorquinos tem carros, destes menos de 30% deles o usam para ir ao trabalho, a maioria achando o transporte público mais barato e mais conveniente para esse fim, em grande parte devido ao congestionamento do tráfego, que também desacelera os ônibus. Para facilitar o tráfego, o prefeito Michael R. Bloomberg, em 2007, propôs preços de congestionamento para veículos motorizados que entram no distrito comercial de Manhattan das 6h às 18h. No entanto, esta proposta foi derrotada quando Sheldon Silver, presidente do Estado de Nova Iorque, anunciou que o projeto de lei não iria subir para uma votação em sua câmara. O número de postos de gasolina em Manhattan é de 40 e está caindo, causando congestionamento em torno deles.
Embora a taxa de propriedade de veículos elétricos na cidade de Nova Iorque seja baixa em comparação com a taxa de propriedade de veículos a gás tradicionais, havia mais de 3.000 veículos elétricos registrados em Nova Iorque e Westchester entre 2011 e 2014, de quase 300.000 veículos registrados durante este tempo. Havia mais de 200 estações de carregamento público na cidade de Nova Iorque, incluindo 105 estações de carregamento em Manhattan, até o final de março de 2016. A maioria das estações de recarga são carregadores de 220 V "Nível 2". também carregadores de nível 1 de 110 V em casas particulares e locais de trabalho; Carregadores rápidos de 480 V "DC" em alguns locais; e vários Tesla Superchargers em toda a cidade, para uso exclusivo da Tesla, Inc. - veículos fabricados.

### Táxis
Há 13.237 táxis operando na cidade de Nova Iorque, não incluindo mais de 40.000 outros veículos para locação. Sua cor amarela distintiva fez deles ícones de Nova Iorque. Os táxis são operados por empresas privadas e licenciados pela Comissão de Táxis e Limousines de Nova Iorque. "Táxis medalhões", os conhecidos táxis amarelos, são historicamente os únicos veículos da cidade que podem receber passageiros em resposta a um sinal do interessado na rua.
Em 2013, um novo tipo de veículo de rua chamado de "boro táxi" na cor "maçã verde" tem permissão para pegar passageiros nos bairros mais distantes e na parte norte de Manhattan. A disponibilidade do táxi é indicada pela luz na parte superior do carro. Quando a luz está acesa, o táxi está vazia e disponível; quando não está acesa, ele não está disponível. Desde 1999, 241 milhões de passageiros usaram táxis na cidade de Nova Iorque. Segundo o Censo dos EUA de 2000, dos 42 mil taxistas em Nova Iorque, 82% são estrangeiros: 23% do Caribe (República Dominicana e Haiti) e 20% do Sul da Ásia (Índia, Paquistão e Bangladesh). Em 2014, 23,1% dos taxistas eram de Bangladesh, 13,2% do Paquistão, 9,3% da Índia, 6,5% do Haiti, 5,9% dos EUA e 4,4% do Egito.
Em 2005, Nova Iorque introduziu incentivos para substituir seus atuais táxis amarelos por veículos elétricos híbridos. Em maio de 2007, o prefeito de Nova Iorque, Michael Bloomberg, propôs um plano de cinco anos para mudar os táxis de Nova Iorque para mais eficientes veículos híbridos como parte de uma agenda para a cidade de Nova Iorque para reduzir as emissões de gases do efeito estufa, bem como o aumento dos custos de combustível. Em 2010, a Nissan ganhou um contrato para fornecer a Nova Iorque um projeto baseado em seu modelo de minivan NV200.

### Biciletas, pedestres e pedicabs
O ciclismo na cidade de Nova Iorque é um meio de transporte em rápido crescimento. Em 2009, cerca de 200.000 moradores da cidade pedalavam em um dia típico, e fizeram 655.000 viagens por dia, maior que o número das dez rotas de ônibus mais populares da cidade. A cidade hospeda anualmente o maior evento de ciclismo recreativo nos Estados Unidos, o Five Boro Bike Tour, no qual 30.000 ciclistas pedalam 42 milhas (68 km) pelos bairros da cidade. Em 2017, a cidade de Nova Iorque tinha 2.145 Km de ciclovias, em comparação com 825 Km de ciclovias em 2006.
Mais de 500 pessoas trabalham anualmente como riquixá de bicicleta, ou pedicab, motoristas, que em 2005 cuidaram de um milhão de passageiros. O Conselho da Cidade votou duas vezes, incluindo uma substituição do veto do prefeito Bloomberg devido ao valor de mercado em 2007, para licenciar os proprietários e motoristas do pedicab e permitir apenas 325 licenças. Nem o limite de pedicabs e nem a lei em si entraram em vigor devido a um processo bem-sucedido da "Associação de Donos de Pedicabs de Nova Iorque" sobre a emissão de licenças. Por fim, 943 autorizações de proprietários de negócios de pedicabs foram emitidas em novembro de 2009, depois que uma segunda lei foi aprovada para corrigir as deficiências da lei de 2007. Hoje, os pedicabs atendem a demanda do mercado em midtown tanto pelo transporte ecológico quanto por viagens rápidas dentro do distrito comercial central durante as horas do fim da tarde, quando o tráfego motorizado atravessa a cidade a uma velocidade muito lenta.
Os modos de viagem a pé e de bicicleta representam 21% de todos os modos para viagens na cidade; nacionalmente, a taxa para as regiões metropolitanas é de cerca de 8%. Em 2000, Nova Iorque teve o maior número de passageiros em trânsito entre as grandes cidades americanas, tanto no número total quanto na proporção de todos os passageiros: 517.290, ou 5,6%. A título de comparação, a próxima cidade com a maior proporção de pessoas que caminhava a pé, Boston, tinha 119.294 pedestres em trânsito, correspondendo a 4,1% dos passageiros dessa cidade.
O Citibank patrocinou a introdução de 6.000 bicicletas públicas para o projeto de bicicletas compartilhadas da cidade, Citi Bike, no verão de 2013. A pesquisa conduzida pela Universidade Quinnipiac mostrou que a maioria dos nova-iorquinos apoiou a iniciativa. Em 2017, a Citi Bike expandiu suas operações em 6.000 bicicletas e adicionou 375 novas estações.

### Vans do dólar
A cidade de Nova Iorque tem muitas formas de transporte público semi-formal e informal, incluindo as "Vans do dólar" ou "jitneys". As vans do dólar servem as principais áreas do Brooklyn, Queens e do Bronx, que carecem de serviço adequado de metrô. Em 2006, o Conselho da Cidade de Nova Iorque começou o debate sobre uma maior regulamentação do setor, inclusive exigindo que todas as vans do dólar fossem pintadas em uma cor específica para torná-las mais fáceis de reconhecer, semelhante aos ônibus leves públicos em Hong Kong. As vans pegam e largam em qualquer lugar ao longo de uma rota, e o pagamento é feito no final de uma viagem.
Similar às vans do dólar, as vans chinesas servem predominantemente comunidades chinesas em Chinatown; Flushing; Sunset Park; Elmhurst; Bensonhurst e Homecrest. Os ônibus da Jitney também fornecem transporte frequente e essencial para partes do condado de Hudson e do condado de Bergen, em Nova Jérsei. Destaca-se o frequente serviço expresso da Interstate oferecido ao longo da New Jersey Route 4 entre o Terminal Rodoviário George Washington Bridge e Paterson, Nova Jérsei, fornecido pela Spanish Transportation.

## Teleférico

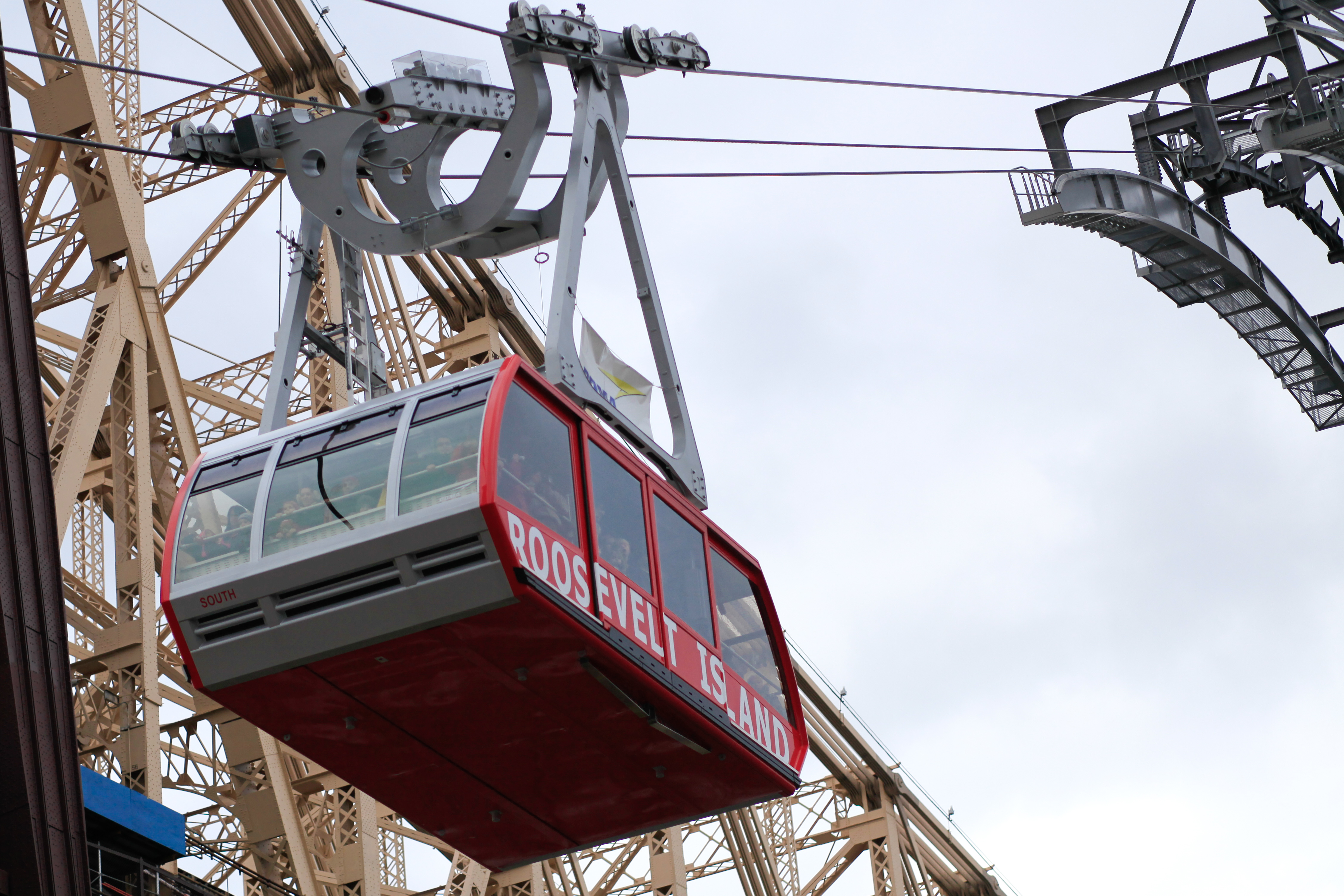
O bonde perto do terminal

O Roosevelt Island Tramway é um teleférico na cidade de Nova Iorque que atravessa o rio East e conecta a Ilha Roosevelt ao Upper East Side de Manhattan . É o primeiro bonde aéreo comutador na América do Norte, tendo sido inaugurado em 1976, ele foi originalmente planejado para ser uma ligação de transporte temporária para uso até que uma estação de metrô fosse estabelecida para a ilha. No entanto, quando o metrô finalmente se conectou à Ilha Roosevelt em 1989, o bonde já era muito popular para interromper o seu uso. Desde então, mais de 26 milhões de passageiros usaram o bonde.
O bonde consiste em duas cápsulas que correm para frente e para trás em duas pistas paralelas. É uma das poucas formas de transporte de massa na cidade de Nova Iorque que não é administrada pela Autoridade de Transporte Metropolitano , mas usa o MetroCard do sistema e tem transferências gratuitas para esse sistema.
O bonde é operado pela LPOA (Leitner-Poma of America) em nome da Roosevelt Island Operating Corporation do Estado de Nova Iorque, uma corporação estatal de utilidade pública criada em 1984 para administrar serviços na ilha. Cada teleférico tem capacidade para 125 passageiros. O tempo de viagem de Roosevelt Island a Manhattan é de pouco menos de cinco minutos e a tarifa é a mesma do metrô. Em 2006, o serviço foi suspenso no bonde durante seis meses após um mau funcionamento do serviço que exigiu que todos os passageiros fossem evacuados.

## Aeroportos
A cidade de Nova Iorque é a principal portal internacional de passageiros aéreos para os Estados Unidos. Nova Iorque é o portão aéreo mais movimentado do país. Em 2011, mais de 104 milhões de passageiros usaram os principais aeroportos que atendem a cidade, Aeroporto Internacional John F. Kennedy (também conhecido como JFK), Aeroporto Internacional de Newark e LaGuardia. O Teterboro serve como um aeroporto principal de aviação geral. JFK e Newark conectam-se a sistemas ferroviários regionais por meio de um serviço ferroviário leve.
JFK e Newark servem vôos domésticos e internacionais de longa distância. As viagens internacionais de dois aeroportos representaram cerca de um quarto de todos os viajantes norte-americanos que foram para o exterior em 2004. LaGuardia atende a destinos domésticos e de curta distância. O JFK é o principal ponto de entrada para chegadas internacionais nos Estados Unidos e é o maior frete aéreo internacional do país pelo valor dos embarques. Cerca de 100 companhias aéreas de mais de 50 países operam voos diretos para a JFK. A rota JFK-Londres Heathrow é o principal par de aeroportos internacionais dos EUA. O aeroporto está localizado ao longo da Jamaica Bay perto de Howard Beach, Queens, a cerca de 19 quilômetros a leste do centro de Manhattan.
Newark foi o primeiro grande aeroporto a servir a cidade de Nova Iorque e é o quinto mais movimentado terminal aéreo internacional dos Estados Unidos. Amelia Earhart dedicou o Edifício da Administração do Aeroporto de Newark em 1935, que foi o primeiro terminal comercial da América do Norte. Em 2003, Newark tornou-se o terminal da mais longa rota aérea sem parada do mundo, o serviço da Continental para Hong Kong. Em 2004, a Singapore Airlines quebrou o recorde da Continental ao iniciar voos diretos de 18 horas de Newark para Singapura. O aeroporto está localizado em Newark, Nova Jérsei, a cerca de 19 km a oeste do centro de Manhattan.
LaGuardia, o menor dos principais aeroportos de Nova Iorque, lida com voos domésticos. Tem o nome de Fiorello H. LaGuardia, o grande prefeito da cidade da Depressão, conhecido como um reformista e forte defensor do New Deal. Uma regra de perímetro proíbe voos de entrada e saída que excedam 2.400 km, exceto aos sábados, quando a proibição é suspensa, e para Denver, que tem uma isenção adquirida. Como resultado, a maioria dos voos transcontinentais e internacionais usam o JFK e Newark. O aeroporto está localizado no norte do Queens, a cerca de 9,7 km do centro de Manhattan. Os planos foram anunciados em julho de 2015 para reconstruir totalmente o Aeroporto LaGuardia em um projeto multibilionário para substituir suas instalações antigas.
Manhattan tem três heliportos públicos, usados principalmente por viajantes de negócios. Um serviço de helicóptero regularmente programado opera voos ao Aeroporto JFK do Heliporto de Downtown Manhattan, localizado no extremo leste da Wall Street. Há também o heliporto East 34th Street e o heliporto West 30th Street.

## Porto Marítimo

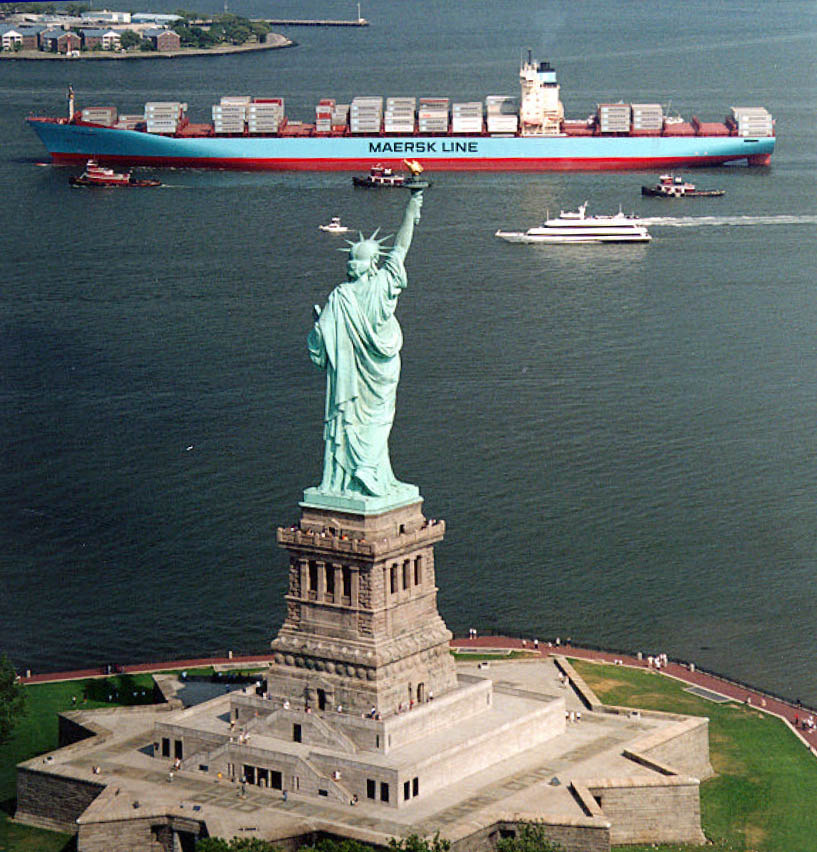
Navio passa em frente a Estátua da Liberdade

O Porto de Nova Iorque e Nova Jérsia, com suas vantagens naturais de canais de águas profundas e proteção do Oceano Atlântico, tem sido historicamente um dos portos mais importantes dos Estados Unidos e hoje é o terceiro mais movimentado dos Estados Unidos, atrás do South Louisiana e Houston, Texas, em volume de carga. Em 2011, mais de 34 milhões de toneladas de carga que foi transportada pelo oceano passaram pelo porto. A carga a granel representou mais 52 milhões de toneladas por ano. Cerca de 367.000 veículos foram importados e 284.000 foram exportados. O porto está experimentando um rápido crescimento. Os embarques aumentaram 5,2% em 2011. Existem três terminais de carga no lado do porto de Nova Iorque, incluindo o Terminal Marítimo Howland Hook em Staten Island e o Terminal Red Hook Container/Terminal Marítimo de Brooklyn. Vários terminais de carga maiores e um terminal de passageiros estão no lado de Nova Jérsei.
Originalmente focada na orla do Brooklyn, especialmente no Brooklyn Army Terminal em Sunset Park, a maioria das operações de carga de navios de contêineres foi transferida para o Terminal Marítimo Port Newark-Elizabeth, na Baía de Newark. O terminal, operado pela Autoridade Portuária de Nova Iorque e Nova Jérsei, é o maior complexo portuário da Costa Leste, com 4,3 milhões de TEUs (Unidade equivalente a 20 pés) de carga em contêiner, que responde por 61% do contêiner do Atlântico Norte. mercado. US $ 208 bilhões de carga passaram pelo Porto de Nova Iorque e Nova Jérsei em 2011. Os cinco principais parceiros comerciais no porto são a China, a Índia, a Itália, a Alemanha e o Brasil.
O porto de Nova Iorque também é um importante centro para navios de passageiros. Mais de meio milhão de pessoas saem anualmente do Terminal de Navios de Passageiros de Nova Iorque, no Rio Hudson, em Manhattan, respondendo por 5% da indústria mundial de cruzeiros e empregando 21.000 residentes na cidade. O Queen Mary 2, o segundo maior navio de passageiros do mundo e um dos poucos transatlânticos tradicionais ainda em serviço, foi projetado especificamente para caber debaixo da Ponte Verrazano, que é a maior ponte suspensa dos Estados Unidos. O Brooklyn Cruise Terminal é o seu porto de escala regular para transatlânticos de Southampton, Inglaterra. e é o terceiro terminal de passageiros que atende a cidade.